# Resident Evil: Degeneration
Resident Evil: Degeneration, känd i Japan som Biohazard: Degeneration (バイオハザード：ディジェネレーション Baiohazādo: Dijenerēshon?) är en animerad film från 2008 i regi av Makoto Kamiya.

## Story
Sju år efter att den amerikanska regeringen jämnade staden Raccoon City med marken; Terrorister slår till mot en flygplats och släpper lös T-viruset. Terroristernas krav, presidenten måste tillkännage vad som blev av Raccoon City, och varför. Leon S Kennedy kallas in för att reda ut problemet, och ännu en gång sätta stopp för viruset.

## Övrigt
Filmens huvudpersoner Leon S. Kennedy och Claire Redfield är också huvudpersoner i flera av resident evil-spelen.

## Rollista
- Paul Mercier - Leon S. Kennedy
- Alyson Court - Claire Redfield
- Laura Bailey - Angela Miller
- Roger Craig Smith - Curtis Miller
- Crispin Freeman - Frederic Downing
- Mary Elizabeth McGlynn - Rani's aunt
- Michelle Ruff - Rani Chawla
- Michael Sorich - Senator Ron Davis
- Steven Blum - Greg Glenn
- Salli Saffioti - Ingrid Hunnigan